# Unified Combatant Command

Aree geografiche di responsabilità.

Uno Unified Combatant Command (in italiano: Comando combattente unificato), in sigla UCC, è una struttura facente parte del Dipartimento della Difesa degli USA.
Al settembre 2019 vi sono undici UCC, sette dei quali con competenze di tipo geografico e quattro con competenze di tipo funzionale. L'organizzazione di tali comandi è stabilita dallo Unified Command Plan (UCP), aggiornato annualmente dal Dipartimento della Difesa in base alle più recenti esigenze operative.

## Organizzazione
È composto da unità appartenenti ad almeno due dipartimenti delle forze armate degli Stati Uniti, con ampie competenze di coordinamento dei comandi militari ad esse sottoposti.
La creazione e l'unificazione delle strutture che lo compongono è prevista dal titolo X dello US Code. Ogni UCC è diretto da un Combatant Commander (CCDR), che può essere un Generale a quattro stelle oppure un Ammiraglio. Ogni comandante risponde direttamente al Segretario alla Difesa.

## Elenco

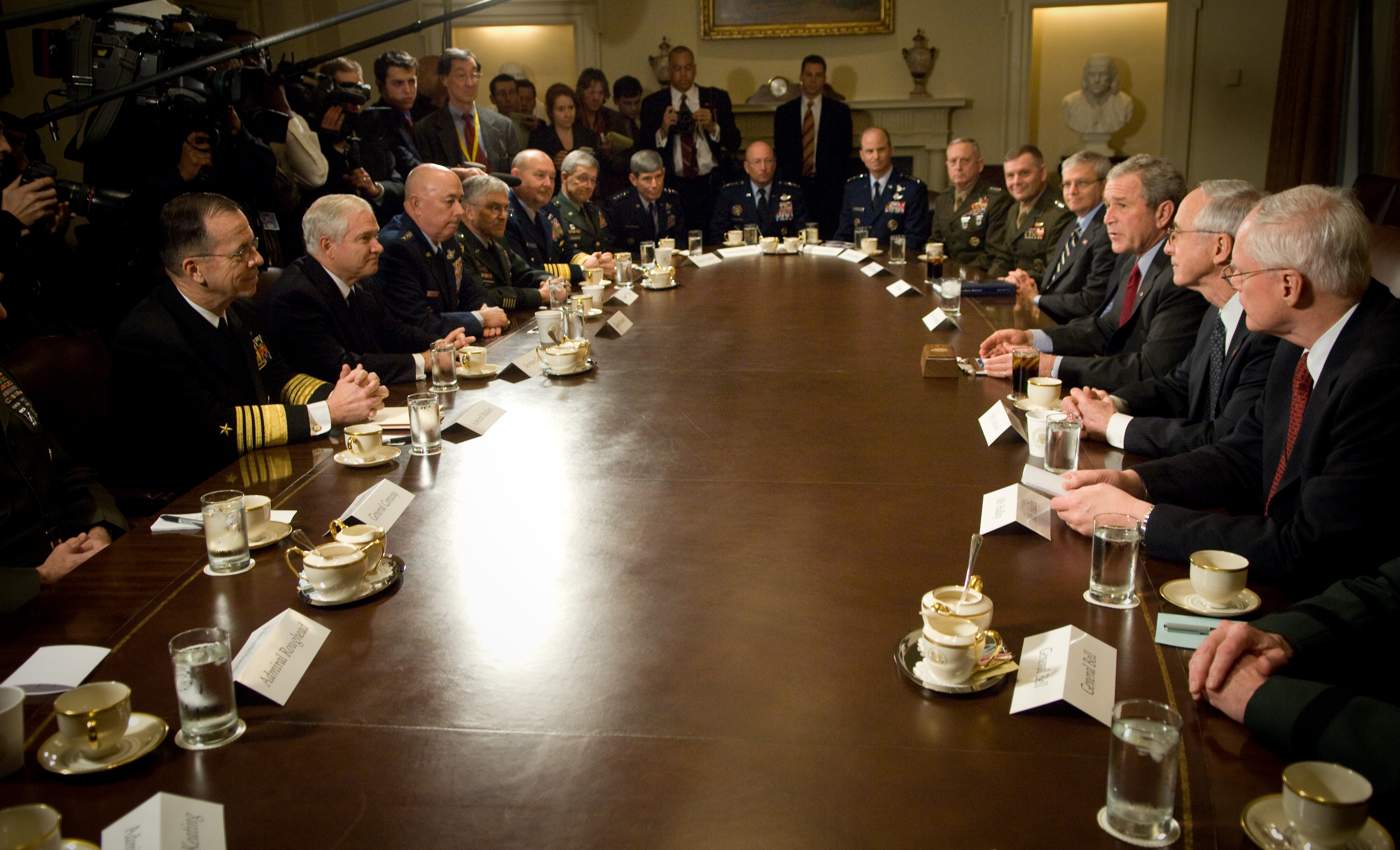
Il Presidente George W. Bush e il Segretario della Difesa Robert Gates in una riunione con i Joint Chiefs of Staff e i Combatant Commanders (2008).

| Emblema | Comando                            | Acronimo    | Ruolo      | Quartier generale                   |
| ------- | ---------------------------------- | ----------- | ---------- | ----------------------------------- |
|         | United States Africa Command       | USAFRICOM   | Geografico | Kelley Barracks Stoccarda, Germania |
|         | United States Central Command      | USCENTCOM   | Geografico | MacDill Air Force Base Florida      |
|         | United States European Command     | USEUCOM     | Geografico | Patch Barracks Stoccarda, Germania  |
|         | United States Northern Command     | USNORTHCOM  | Geografico | Peterson Air Force Base Colorado    |
|         | United States Indo-Pacific Command | USINDOPACOM | Geografico | Camp H. M. Smith Hawaii             |
|         | United States Southern Command     | USSOUTHCOM  | Geografico | Miami, Florida                      |
|         | United States Space Command        | USSPACECOM  | Geografico | Peterson Air Force Base, Colorado   |
|         | U.S. Special Operations Command    | USSOCOM     | Funzionale | MacDill Air Force Base Florida      |
|         | United States Strategic Command    | USSTRATCOM  | Funzionale | Offutt Air Force Base Nebraska      |
|         | United States Cyber Command        | USCYBERCOM  | Funzionale | Fort George G. Meade Maryland       |
|         | U.S. Transportation Command        | USTRANSCOM  | Funzionale | Scott Air Force Base Illinois       |